# Анти-Едип
Анти-Едип (1972) е книга на френския философ Жил Дельоз и на психоаналитика Феликс Гатари. Това е първият том на Капитализъм и шизофрения, като втория е Хиляди плоскости, на френски оригиналното звучене е Хиляди плата, (1980). Представлява анализ на човешката психология, икономика, общество и история, показвайки как примитивните, деспотични и капиталистически режими се различават в тяхната организация на продукцията, социалното вписване и консумацията. Описва как капитализма канализира всички желания чрез „репресивното институиране на самото желание“  и аксиоматична парично-базирана икономика, форма на организация, която е по-скоро абстрактна, а не локална или материална.